# Schenna (Adelsgeschlecht)

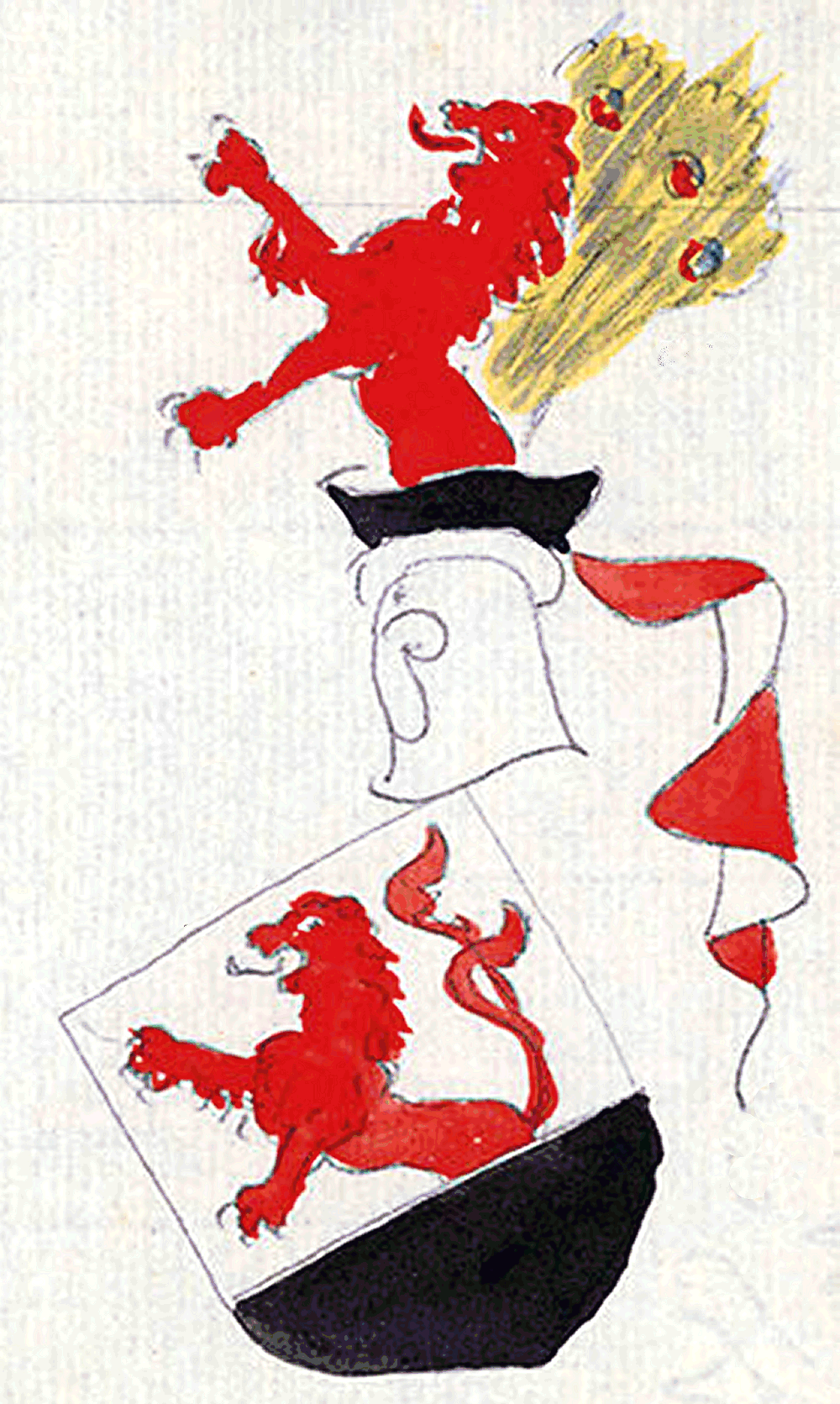
Wappen der Herren von Schenna

Die Herren von Schenna waren ein einflussreiches Tiroler Vasallengeschlecht. Als bedeutendstes Mitglied fungierte Petermann von Schenna als Burggraf auf Tirol mit dem das Geschlecht 1369 im Mannesstamm erloschen ist. 

## Geschichte
Das Geschlecht erscheint 1149 erstmals urkundlich mit Hartwig de Scenano. Bis in das 14. Jahrhundert dienten die Herren von Schenna als Ministeriale der Grafen von Tirol. Der Name dürfte auf einen römischen Praedialnamen zurückzuführen sein. Als Stammsitz gilt der Burgstall Alt-Schenna oder St. Georgen, von dem die Fundamente des Bergfrieds und die frühere Burgkapelle aus dem 12. bis 13. Jahrhundert erhalten blieb. 1209 fungierten Bobo und Eurabus von Schenna als Räte Herzog Berthold III. 1286 erhielt Heinzlein von Schenna die Pflege in Fleims. Philipp von Schennas Söhne verkauften 1303 Ulrich Schuster einen Weingarten über Schenna zu „Gugöl“. Engelmar von Schenna verlieh 1335 der Frau Geisla und deren Schwestern, Töchter Eigemans von Campedell, die Zehenten von sechs Höfen, davon gehörten fünf dem Kloster in der Au in Bozen. 1340 veräußerte Eberlin von Schenna seinem Stiefbruder Reimprecht von Schenna eine „Gilte aus einer Wiese“ zu Casatsch auf Schenna. Herzog Johann von Böhmen belehnte 1341 Konrad von Schenna mit Gütern „auf der Lahn zu St. Margret“ in Terlan. 1344 hatte Konrad von Schenna von Friedrich Mautner, Hofmeister auf Tirol, den Hof Rabland erworben. Markgraf Ludwig der Brandenburger verwies 1350 Wernher von Schenna „die Zölle am Lueg und an der Tell“, im Tausch gegen die Pfandschaft von Castel Nomi in Nomi nördlich von Rovereto. 

### Petermann von Schenna

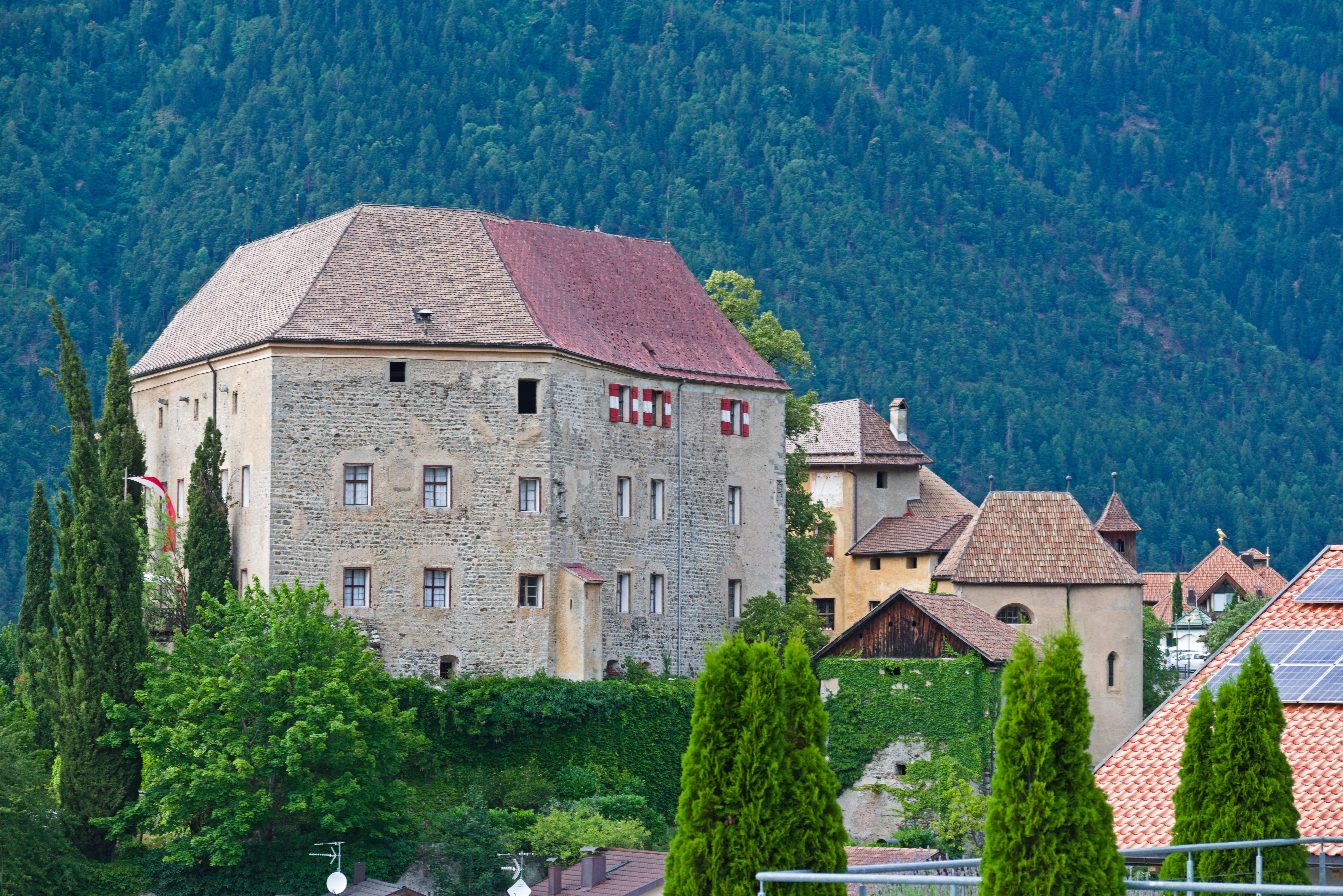
Schloss Schenna

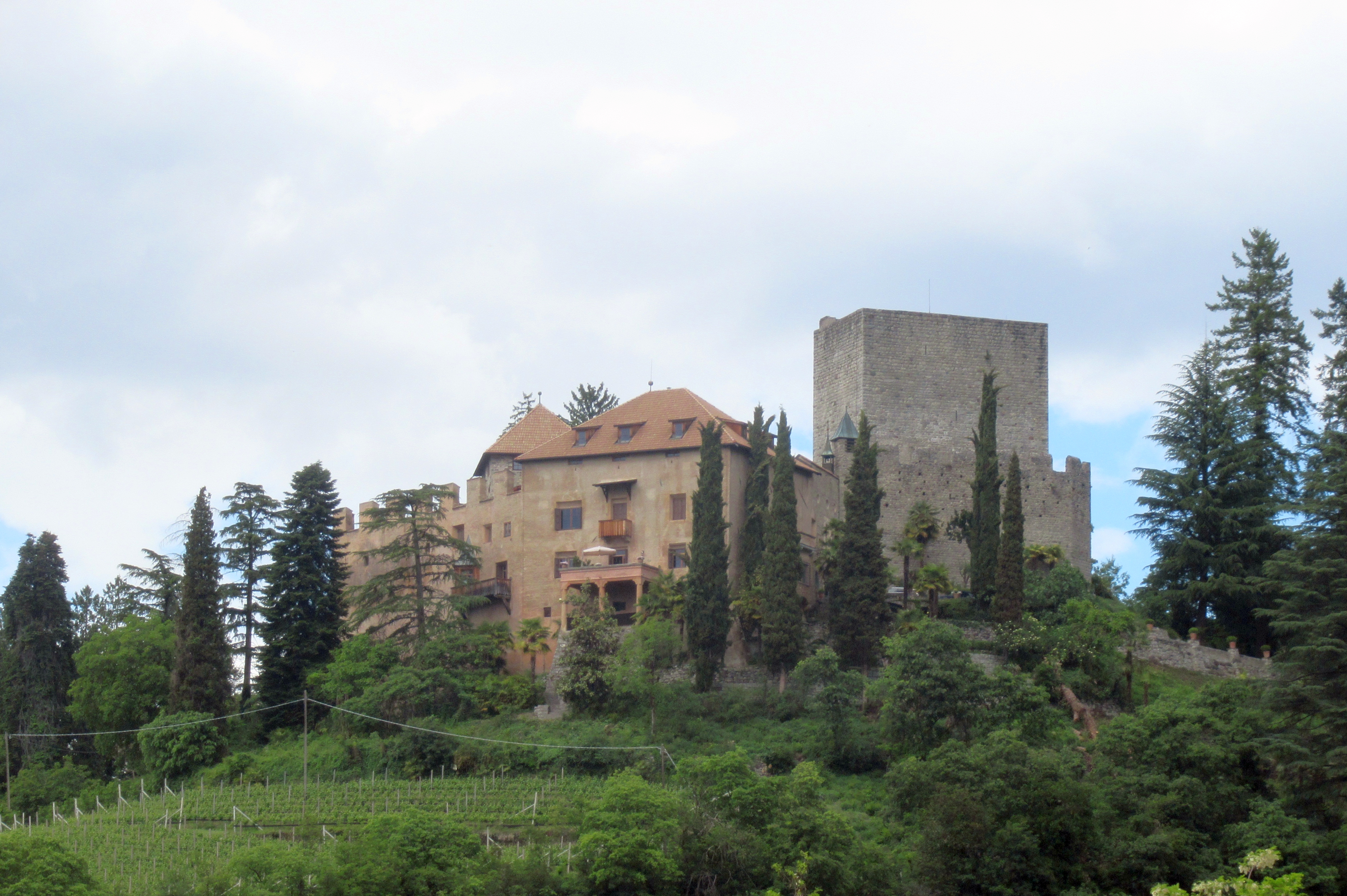
Burg Goyen

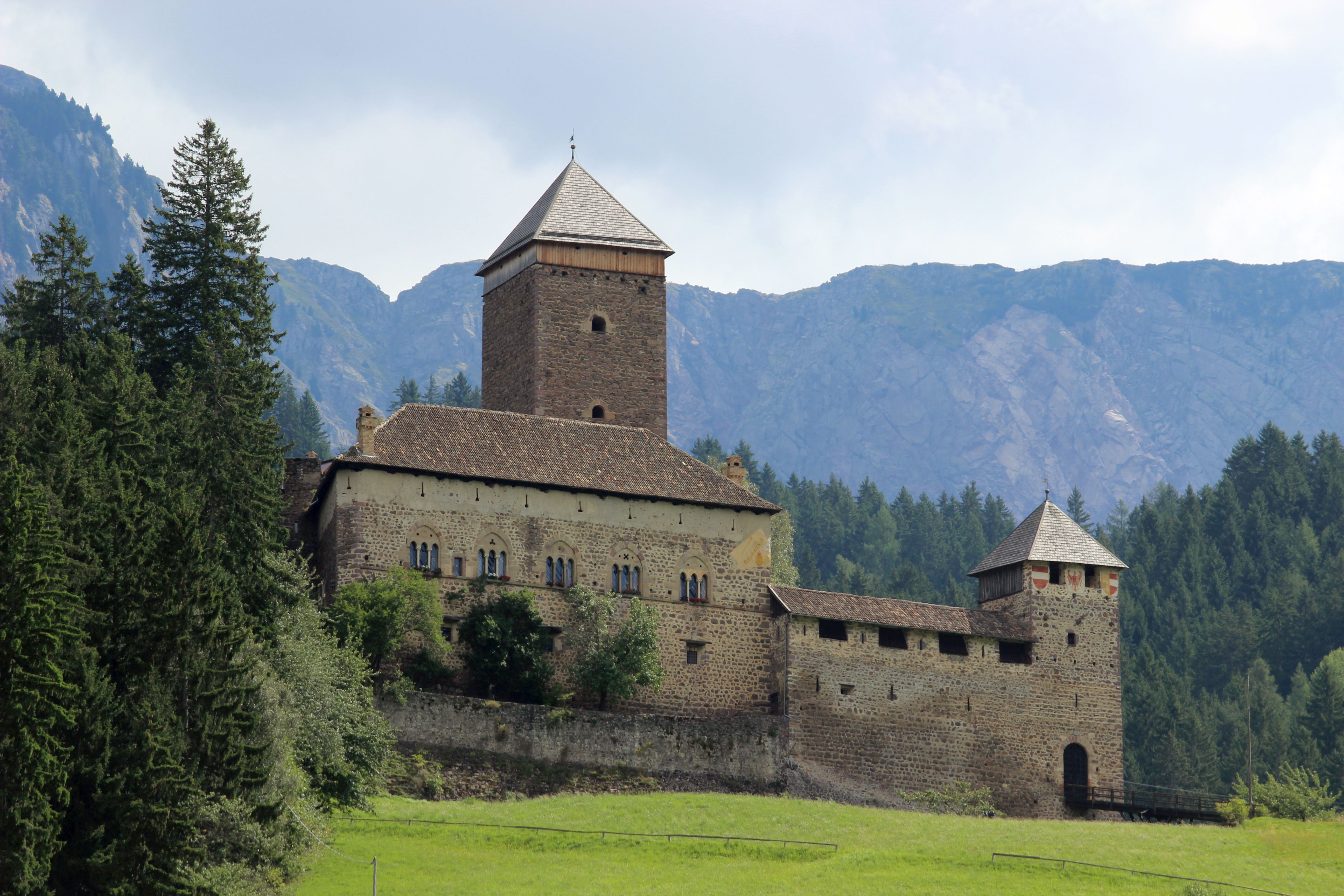
Burg Reinegg

1342 erscheinen Petermann, Engelmar und der verstorbene Heinrich, als Söhne Heinrich von Schenna. 1342 verpfändete Markgraf Ludwig der Brandenburger Petermann von Schenna das Gericht und Zoll von Innsbruck und belehnte ihn 1346 mit einem „Gesäß auf dem Bühel“ auf dem er 1350 das neue Schloss Schenna errichtete. Margarethe Maultasch ernannte Mitte des 14. Jahrhunderts Konrad und Petermann von Schenna zu Burggrafen auf Tirol und stattete Schenna mit einem „Gericht, Stock und Galgen“ aus. 1354 erhielt Petermann von Schenna von Margarethe Maultasch auch die Hohe und Niedere Gerichtsbarkeit von Schenna. Den alten Burgstall auf dem Kirche St. Georg steht, 1346 überließ Petermann seinen Vettern Reinprecht und Wernher von Schenna. 1351 machte Engelmar von Schenna sein Testament, und überließ Petermann von Schenna, Burggraf auf Tirol, all sein „Hab und Gut“. 1352 belehnte Markgraf Ludwig der Brandenburger Petermann von Schenna mit dem Friedhof von St. Nikolaus zu Meran, das vorher des Markgrafen Probst innehatte. Herzog Rudolf von Österreich urkundete 1364, das lebenslange Recht Petermanns von Schenna an der Grafschaft Sarnthein. 1369 vermachte Petermann von Schenna seiner Gemahlin die Schlösser Schenna, Goyen sowie seine Häuser in Bozen, Mais und Sarnthein. Von seinen zwei Töchtern heiratete Adelheid Hans von Starkenberg und Barbara Friedrich von Greifenstein. Aus Mangel männlicher Nachkommen erbte Hans von Starkenberg die verschuldete Herrschaft. 1382 schlossen Hans und Sigmund von Starkenberg mit Friedrich von Greifenstein einen Erbschaftsvertrag, der regelte, dass jener Teil ohne männliche Nachkommenschaft den anderen Teil beerben sollte. 

## Wappen
Stammwappen: Silber und Schwarz geteilt, ein aus einer Teilung wachsender roter Löwe. Auf dem Helm mit rot–silbernen Decken der rote Löwe vor einem Pfauenfederbusch aus einem schwarzen Reif wachsend.

## Genealogie (Auswahl)
1. Odorich von Schenna; ⚭ Bona von Flavon
  1. Altum I. von Schenna, (erw. 1275)
  2. Heinrich I. von Schenna; 1.⚭ Hildegard von Tschengls; 2.⚭ Christina Suppan
    1. Konrad I. von Schenna
    2. Heinrich II. von Schenna
    3. Altum II. (Eitel) von Schenna; ⚭ Katharina von Rottenburg
      1. Reinprecht I. von Schenna (erw. 1343); ⚭ Katharina von Caldonazzo-Castelnuovo
        1. Adelheid von Schenna; ⚭ Randold von Boimont

    4. Volkmar von Schenna
    5. Heinrich III. von Schenna; ⚭ NN
      1. Petermann I. von Schenna
      2. Nikolaus von Schenna
      3. Engelmar von Schenna
      4. Heinrich IV. von Schenna; ⚭ NN
        1. Reinprecht II. von Schenna
        2. Petermann II. von Schenna († 21. Oktober 1369); ⚭ Maria von Frauenberg
          1. Adelheid von Schenna († 1385); ⚭ Hans von Starkenberg
          2. Barbara von Schenna (erw. 1388); 1.⚭ Friedrich von Greifenstein; 2.⚭ Christoph von Lichtenstein[8]